# او جی۳ ان ای
او جی۳ ان ای (به انگلیسی: O'G3NE) گروه موسیقی هلندی است.
آن ها در مسابقه آواز یوروویژن ۲۰۱۷ نماینده هلند بودند و به مقام یازدهم دست یافتند.